# 本多政重
本多政重（日语：／ Honda Masashige，1580年—1647年7月5日）是日本安土桃山時代至江戶時代前期的武將。父親是本多正信。

## 生平
在天正8年（1580年）出生，家中次男。天正19年（1591年），成為德川氏家臣倉橋長右衛門的養子。慶長2年（1597年），與德川秀忠的乳母大姥局的兒子川村莊八（岡部荘八）爭執，最後與戶田為春一同將其斬殺並出奔。此後，成為大谷吉繼的家臣。之後，成為宇喜多秀家的家臣，被賜予2萬石，改名為正木左兵衛。
慶長5年（1600年），在關原之戰中，擔任宇喜多軍的一翼，以西軍的身份奮戰，在西軍戰敗後逃走，並在近江國堅田隱居。雖然屬於西軍，不過只是家臣級，加上是正信的兒子，所以沒有被問罪。此後，仕於福島正則，不過不久後離去。受前田利長以3萬石登用。慶長8年（1603年），得知舊主秀家被家康流放後，離開與宇喜多氏有親戚關係的前田家。
慶長9年（1604年）閏8月，被打算親近父親正信的上杉景勝的重臣直江兼續迎為婿養子，於是迎兼續的女兒於松為妻，並接受景勝的偏諱（「勝」字），改名為直江大和守勝吉。慶長10年（1605年）8月17日，於松病死，不過因應兼續懇求，雙方維持養父子關係。慶長14年（1609年），在兼續迎弟弟大國實賴的女兒阿虎為養女後，迎其為繼室。同年5月末至7月初旬期間，改名為本多安房守政重。
慶長16年（1611年），離開上杉氏，返回武藏國岩槻。慶長17年（1612年），在藤堂高虎仲介下，返回前田家，並拜領3萬石，以家老身份輔助年幼的前田利常（舊主利長的弟弟）。妻子阿虎被允許前往跟從在加賀國的政重，而本庄長房（原是兼續的養子，後來返回本家）、鮎川秀定、志駄義種、篠井重則等亦在上杉家同意下，跟隨阿虎前來加賀（在加賀本多家中，有半數以上是上杉、直江家臣出身，可見上杉家失去了許多人材）。
慶長18年（1613年），在前田氏被江戶幕府命令交出越中國時，成功令幕府撤回命令，於是加增2萬石，領有總共5萬石。在加賀藩被幕府懷疑反逆時，前往江戶解釋，令前田家免遭懲罰，因為這次功績，再加增2萬石。慶長19年（1614年），在大坂之陣中亦有從軍，不過被真田信繁誘進真田丸並戰敗，令信繁一戰成名。慶長20年（1615年）閏6月3日，敘任從五位下安房守。
寬永4年（1627年）4月20日，嫡男政次死去（18歲）。同年6月10日，正室阿虎亦死去。同年，與西洞院時直的女兒再婚。此後，在前田光高、前田綱紀時期，亦一直以家老的身份輔佐前田家。正保4年（1647年）3月，以生病為理由隱居，自號大夢，把家督讓予五男政長。在同年6月3日死去。享年68歲。
辭世句是。

## 子孫、一族

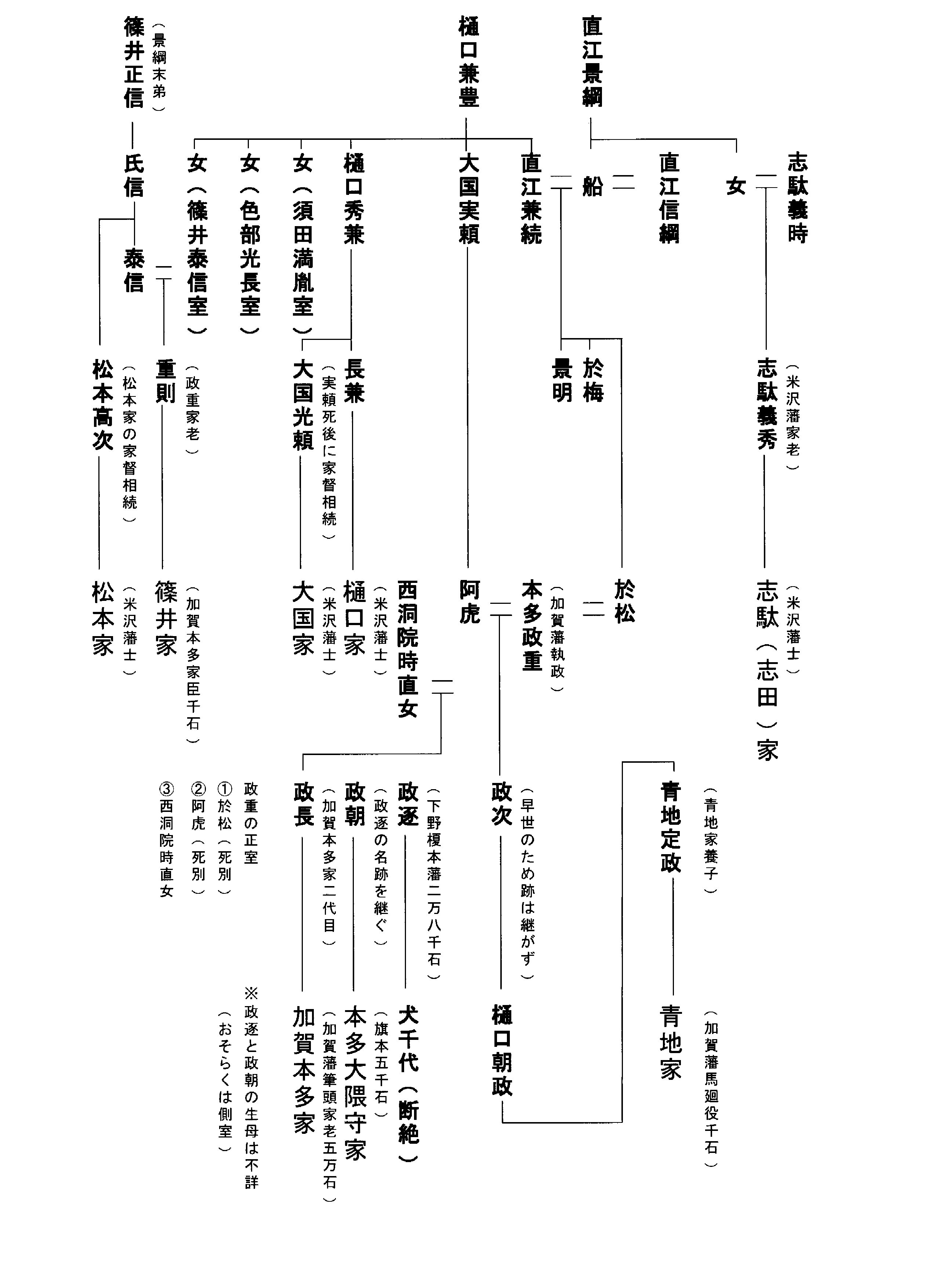
本多政重、直江氏關連系圖

- 長男政次的兒子樋口朝政仕於叔父政長；朝政的兒子定政擔任加賀藩的馬廻，成為青地氏（日语：青地氏）（1千石）的養子；定政的兒子禮幹是室鳩巢的門弟，後來成為儒生而為人所知，留下著作『可觀小説（日语：可観小説）』。
- 次男政遂成為叔父兼榎本藩（日语：榎本藩）藩主本多忠純（本多大隈守家）的養子，不過很早就死去；政遂的兒子犬千代亦早死。
- 三男政朝成為直參旗本，並繼承本多大隈守家。此外，還有與戶田家侍女所生的戶田政勝（一說政重可能曾仕於戶田家，不過在加賀本多家的系圖沒有記錄，以戶田家的關係來看，可能是在德川家出奔前的庶子）。

## 人物
- 父親正信和兄長正純都是知略優秀的人物，而政重是因為豪膽且武勇優秀，所以在不斷出奔後，仍受諸大名招攬。

## 登場作品
小説
- 　（作者：山田風太郎）
- （作者：安部龍太郎，2002年）

電視劇
- 『真田太平記 (電視劇（日语：真田太平記 (テレビドラマ)）』（NHK新大型時代劇，1985年，演員：須藤雅宏）
- 『天地人』（NHK大河劇，2009年，演員：黃川田將也）

## 外部連結
- 武家家伝＿本多氏 （页面存档备份，存于）